# Johannes Dietlein

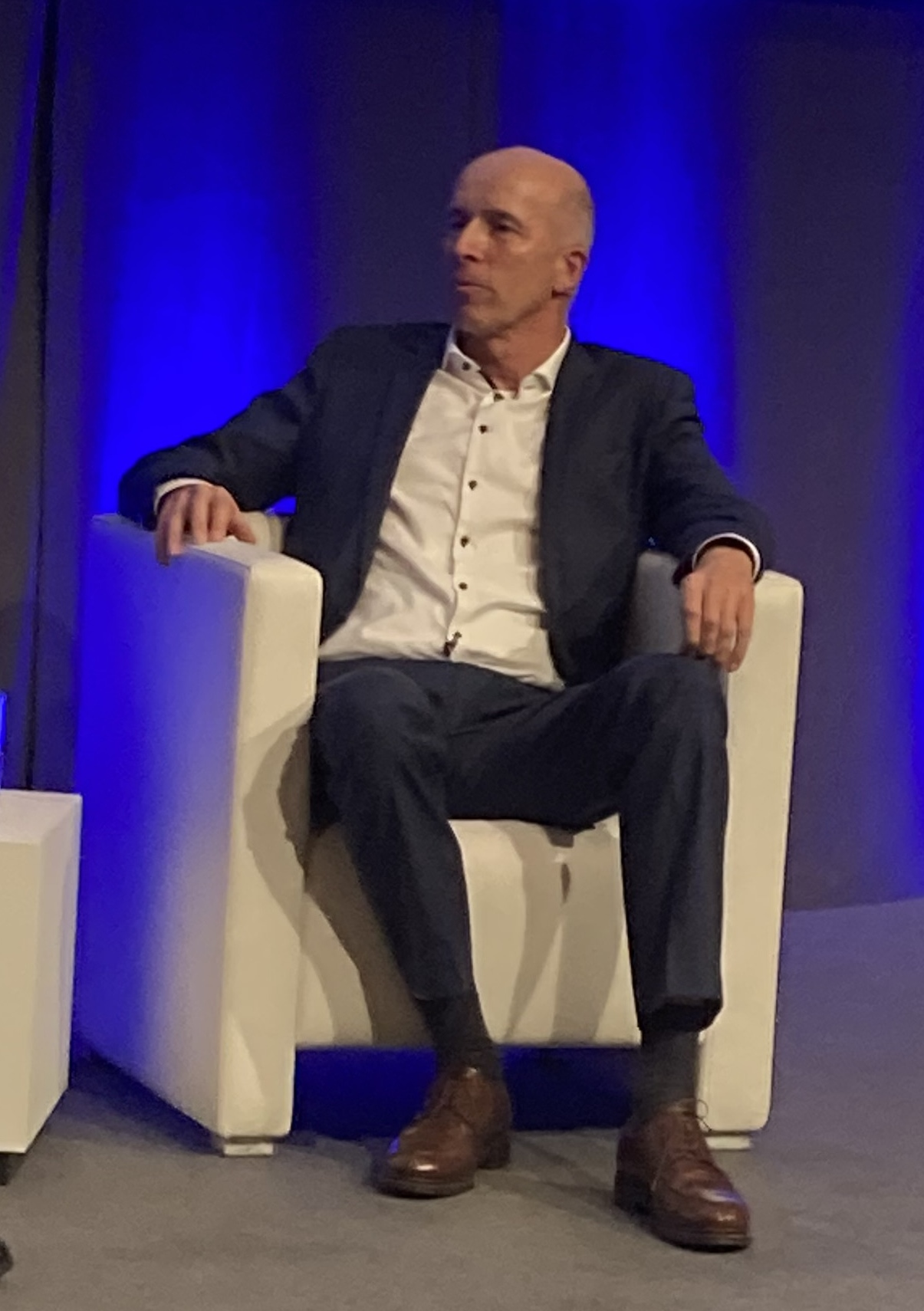
Johannes Dietlein (2024)

Johannes Dietlein (* 19. Februar 1963 in Köln) ist ein deutscher Jurist und Professor an der Heinrich-Heine-Universität Düsseldorf.

## Leben
Johannes Dietlein studierte Rechtswissenschaften an der Rheinischen Friedrich-Wilhelms-Universität Bonn, der Albert-Ludwigs-Universität Freiburg und der Westfälischen Wilhelms-Universität Münster. 1988 absolvierte er seine erste juristische Staatsprüfung, 1992 seine zweite Staatsprüfung. 1991 wurde er in Münster mit einer Arbeit über grundrechtliche Schutzpflichten summa cum laude zum Dr. iur. promoviert und war anschließend am Kommunalwissenschaftlichen Institut der Universität Münster tätig. Von 1992 bis 1998 war er wissenschaftlicher Assistent des Staatsrechtslehrers Klaus Stern an der Universität zu Köln, an der er sich im Jahre 1998 mit einer Monographie zur Nachfolge im Öffentlichen Recht habilitierte. Anschließend folgte eine Lehrstuhlvertretung an der Universität zu Köln, bevor er zum Wintersemester 1998/99 seine Tätigkeit an der Universität Düsseldorf begann. 1999 nahm er einen Ruf auf den Lehrstuhl für Öffentliches Recht und Verwaltungslehre an der Heinrich-Heine-Universität Düsseldorf an. Seit 2003 ist er zudem (Gründungs-)Direktor des dortigen Zentrums für Informationsrecht. Von 2004 bis 2006 war er Prodekan, von 2006 bis 2008 Dekan der Juristischen Fakultät der Heinrich-Heine-Universität. Dietlein ist verheiratet und Vater zweier erwachsener Söhne. Er ist der Sohn des früheren nordrhein-westfälischen Verfassungsgerichtspräsidenten Max Josef Dietlein sowie ein UrUr-Enkel des vormaligen Düsseldorfer Ehrenbürgers und Leiters der ersten Düsseldorfer Augenklinik Albert Mooren.

## Wirken
Der Schwerpunkt seiner wissenschaftlichen Arbeit liegt im Landesverfassungsrecht, im Kommunalrecht, im Wirtschaftsverwaltungsrecht (einschl. Glücksspielrecht) sowie im Agrar- und Umweltrecht. In diesen Themenfeldern ist Dietlein durch zahlreiche Buch- und Aufsatzveröffentlichungen hervorgetreten, namentlich durch mehrere von ihm herausgegebene Kommentarwerke u. a. zum Kommunalrecht der Länder Nordrhein-Westfalen, Bayern und Niedersachsen. Sein gemeinsam mit Johannes Hellermann verfasstes Lehrbuch zum Öffentlichen Recht in NRW erschien im Jahre 2024 in der 10. Auflage. Dietlein ist vielfach als Experte in parlamentarische Anhörungen einbezogen worden, u. a. zur Föderalismusreform I im Mai 2006, bei der sein Vorschlag zur Neufassung des Art. 74 Abs. 1 Nr. 24 GG in den Verfassungstext übernommen wurde. Zugleich ist Dietlein als Prozessbevollmächtigter vor dem BVerfG, verschiedenen Landesverfassungsgerichten sowie dem EuGH aufgetreten.
Dietlein ist langjähriges Vorstandsmitglied der Freiherr vom Stein-Akademie für Europäische Kommunalwissenschaften, deren Vorsitz er viele Jahre innehatte. Er engagierte sich ferner im Vorstand der Rechts- und Staatswissenschaftlichen Vereinigung Düsseldorf, im Beirat der Düsseldorf University Press, im Stiftungsrat der Klaus Stern-Stiftung., als Vorsitzender des Jagd- und Forstrechtsausschusses der Deutschen Gesellschaft für Agrarrecht (DGAR) sowie als Mitglied im Rechtsausschuss des Deutschen Jagdverbandes. Zudem ist Dietlein Mitglied des Justizprüfungsamtes beim Oberlandesgericht Düsseldorf. Er ist Mitherausgeber der KStZ (Kommunale Steuer-Zeitschrift), der ZfWG (Zeitschrift für Wett- und Glücksspielrecht) sowie der Zeitschrift NWVBl. (Nordrhein-Westfälische Verwaltungsblätter).

## Mitgliedschaften
Dietlein ist u. a. Mitglied der Vereinigung der Deutschen Staatsrechtslehrer, des Deutschen Hochschulverbandes, der Freiherr vom Stein-Akademie für Europäische Kommunalwissenschaften sowie des Studienkreises Öffentliches Wirtschaftsrecht an der Universität Münster. Seit 1984 ist er Mitglied der katholischen Studentenverbindung KDStV Ripuaria Bonn im CV. Zudem ist er Mitglied des Düsseldorfer Heimatvereins Düsseldorfer Jonges.

## Ehrungen und Auszeichnungen
- 1991 Auszeichnung für die Doktorarbeit durch die Universität Münster[7]
- 2009 Universitätsmedaille der Heinrich-Heine-Universität Düsseldorf
- 2019 Reinhard und Emmy Heynen-Preis[8]

## Schriften
- Die Lehre von den grundrechtlichen Schutzpflichten. Duncker & Humblot, Berlin 1992; 2. Auflage 2005, ISBN 3-428-11905-3 (Dissertation).
- Die Grundrechte in den Verfassungen der neuen Bundesländer. Zugleich ein Beitrag zur Auslegung der Art. 31 und 142 GG. Vahlen, München 1993, ISBN 3-8006-1790-0.
- Staatliche Eingriffe in Bankenbeteiligungen : zur verfassungsrechtlichen Problematik der Beschränkung des Anteilbesitzes der Banken sowie der Stimmrechtsbeschränkung bei wechselseitig gehaltenen Beteiligungen nach dem „Entwurf eines Gesetzes zur Verbesserung von Transparenz und Beschränkung von Machtkonzentration in der deutschen Wirtschaft (Transparenz- und Wettbewerbsgesetz)“ von 30.01.1995. Vahlen, München 1997, ISBN 3-8006-2217-3.
- Nachfolge im Öffentlichen Recht – Staats- und verwaltungsrechtliche Grundfragen. Duncker & Humblot, Berlin 1999, ISBN 3-428-09792-0 (Habilitationsschrift).
- Examinatorium Staatsrecht. Heymann, Köln 2002; 2. Auflage 2005, ISBN 3-452-25975-7.
- Klaus Stern in Verbindung mit Johannes Dietlein und Michael Sachs: Das Staatsrecht der Bundesrepublik Deutschland. Bd. IV/1 und Bd. IV/2. Beck, München 2005 und 2011, ISBN 3-406-07020-5 und ISBN 978-3-406-53913-8.
- mit Markus Thiel: Verwaltungsreform in Rheinland-Pfalz (= Schriftenreihe des Gemeinde- und Städtebundes Rheinland-Pfalz. Band 15). Gemeinde- und Städtebund Rheinland-Pfalz, Mainz 2006, ISBN 3-937358-13-7.
- mit Johannes Hellermann: Öffentliches Recht in Nordrhein-Westfalen. Beck, München 9. Aufl. 2022, ISBN 978-3-406-79010-2.
- mit Thomas Dünchheim: Examinatorium allgemeines Verwaltungsrecht. 3. Auflage. Heymann, Köln 2007, ISBN 978-3-452-26009-3.
- mit Markus Ruttig: Glücksspielrecht Beck, München, 3. Auflage 2022, ISBN 978-3-406-78256-5
- mit Markus Thiel: Zwangsfusion von Gemeinden: Eine Bestandsaufnahme der aktuellen Gebietsreformen in Rheinland-Pfalz (= Schriftenreihe der Freiherr vom Stein-Akademie für Europäische Kommunalwissenschaften. Band 6). Kommunal- und Schulverlag, Wiesbaden 2013, ISBN 978-3-8293-1067-3
- mit Sascha Peters, Kommunale Selbstverwaltung im Föderalstaat, 2017, ISBN 978-3-8293-1308-7